# Oenanthe silaifolia
Oenanthe silaifolia là một loài thực vật có hoa trong họ Hoa tán. Loài này được M. Bieb. mô tả khoa học đầu tiên.

## Hình ảnh

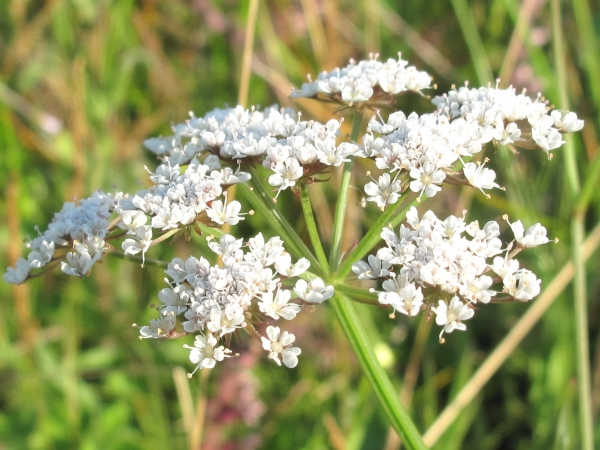
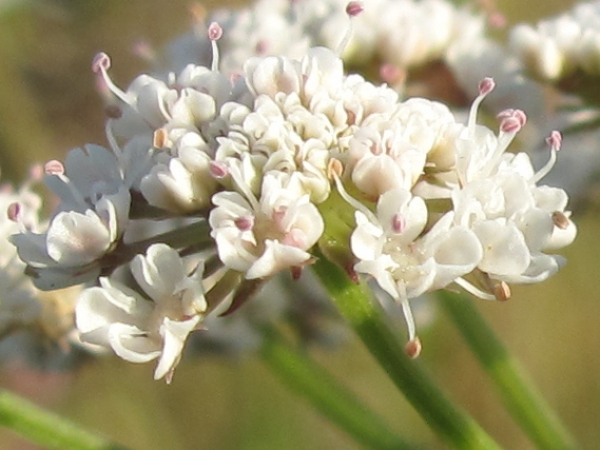
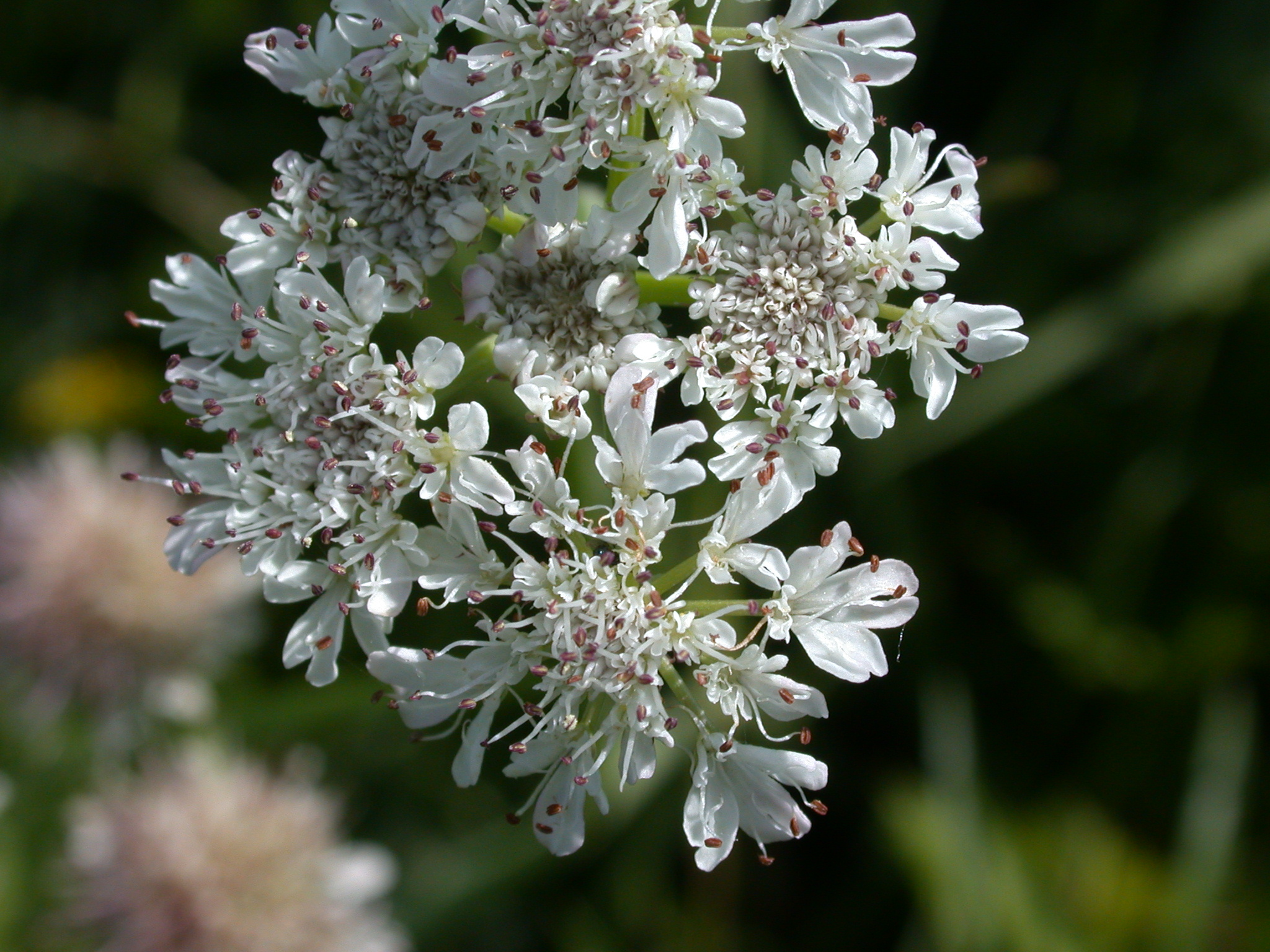
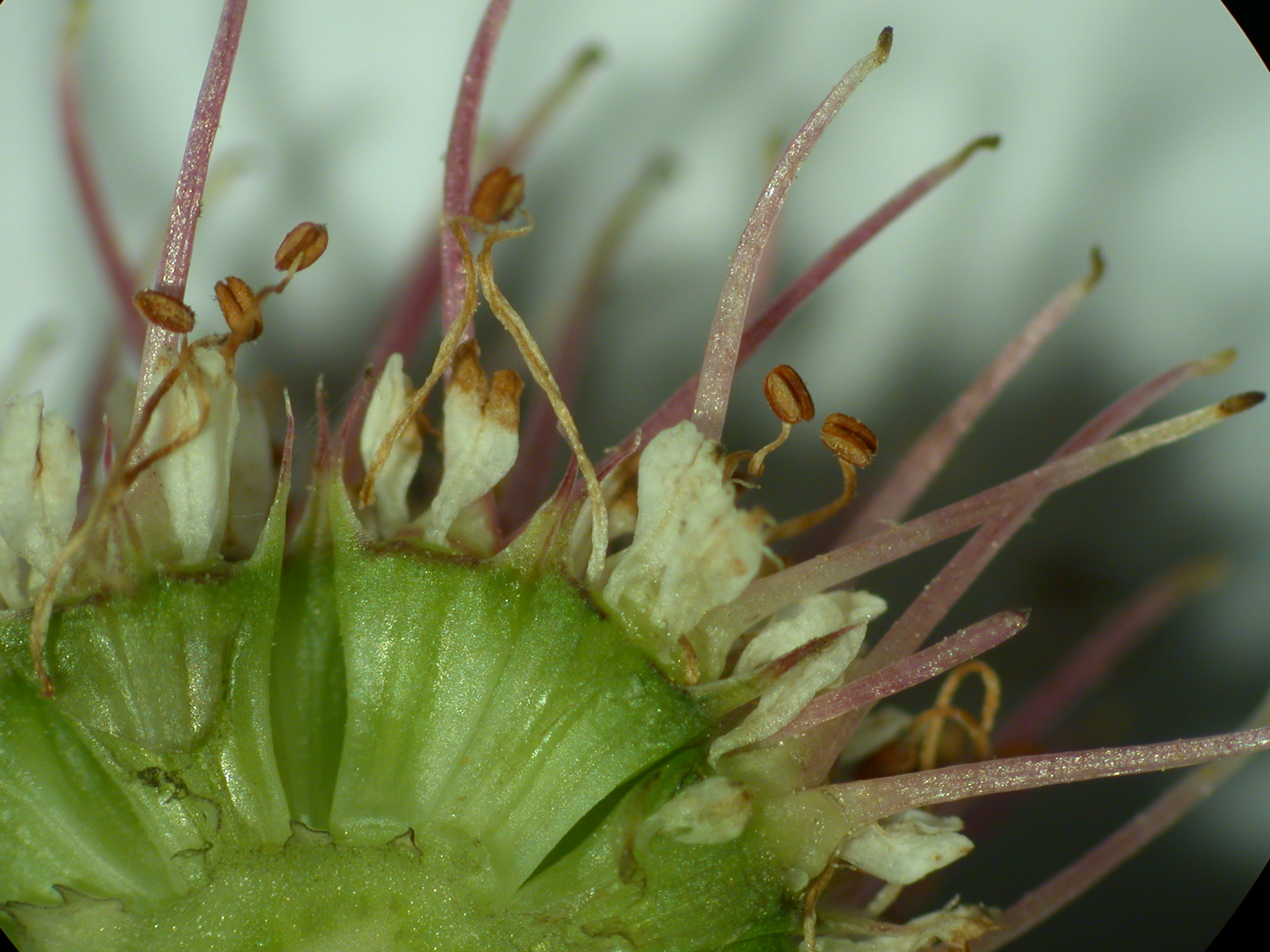